# 太郎
太郎（たろう）は、日本人の男性名。本来は長男を意味する輩行名で、当該の人物に個人名としてもつけられる。
また、例示などで不特定の男性を示す時、「～ばかりしている者」を示す時（早弁太郎など）に使われることもある。

## 人名としての太郎
日本において太郎という人名が登場したのは、嵯峨天皇が第一皇子の幼名に命名したのが初見とされる。以後、武士階級の名としても広まり、今日では一般的に命名される人名のひとつとなっている。また、太郎より派生して「健太郎」「耕太郎」など太郎の前に固有の文字を入れた人名や、太郎左衛門などのように太郎の後に異なる名を用いた人名が命名される例もある。
類似の名前として一郎、二郎、三郎などがあるが、これは長男が太郎または一郎と名乗る例が多かったのに伴い、次男であれば次郎または二郎、三男であれば三郎などと命名する慣習が拡がった。特に家父長制の強かった武士の間では、親子兄弟の序列を正す意図で好んで用いられるようになった。「弥太郎」あるいは「小太郎」（太郎の長男の意）、「又太郎」（太郎の長男の長男の意）など、嫡孫、嫡曾孫であることを示す名も命名された。
公卿や武士などの支配階級は、正式な人名である諱を呼称することを避ける習慣があり、特に武家の間では官位を授かっていない子弟や官職への任官が困難な中下級武士の間で、仮名または幼名として広く用いられた。時代に下るにつれ、俊太郎、健次郎、三郎太、四郎左衛門など様々な名前が命名されるようになり、個性的で柔軟性のある人名として、今日でも人名の種類として愛用されている。また、「太」の代わりに「大」や「汰」を、「郎」の代わりに「朗」を用いることもある。
なお実名である諱と仮名の区別は、明治3年12月22日の太政官布告「在官之輩名称之儀是迄苗字官相署シ来候処自今官苗字実名相署シ可申事」と、明治4年10月12日の太政官布告「自今位記官記ヲ始メ一切公用ノ文書ニ姓尸ヲ除キ苗字実名ノミ相用候事」及び、明治5年5月7日の太政官布告「従来通称名乗両様相用来候輩自今一名タルヘキ事」により、諱と通称を併称する事が公式に廃止されており、今日では人名として諱・仮名の区別なく命名されている。

## 記入例としての太郎
日本における住民票などの書類における名前の記入例として、太郎という名前が使われる場合がある。かつては山田太郎という例が多かったが、近年では苗字は自治体名や企業名などになる場合も多い。メタ構文変数も参照。英国人のジョン、ロシア人のイワンなどに相当する、民族を代表する名前とされることもある。

## 川の通称
日本三大暴れ川を、順に坂東太郎（利根川）、筑紫二郎（筑後川）、四国三郎（吉野川）と呼ぶ。